# Station Heide-Lo
Station Heide-Lo is een voormalige spoorweghalte langs spoorlijn 16 tussen Heist-op-den-Berg en Booischot.
2,9: Kloosterheide ·
7,0: Berlaar ·
10,1: Melkouwen ·
11,2: Itegem ·
13,6: Heist-op-den-Berg ·
16,0: Heide-Lo ·
19,6: Booischot ·
22,1: Begijnendijk